# Inazuma Eleven GO (videogioco)
Inazuma Eleven GO (イナズマイレブン GO?, Inazuma Irebun GO) è il quarto capitolo della serie di giochi di Inazuma Eleven della Level-5, e ed il secondo gioco della serie ad uscire per Nintendo 3DS. Vi sono due versioni del gioco: Luce (シャイン?, Shain, lett. Lucente) e Ombra (ダーク?, Dāku, lett. Oscuro), entrambe con alcune differenze nella trama.

## Modalità di gioco
La modalità di gioco è la stessa dei giochi precedenti della serie Inazuma Eleven, ovvero basata sull'utilizzo del touch screen con il pennino. Il giocatore controlla il protagonista Arion Sherwind (松風 天馬 Matsukaze Tenma) esplorando la mappa, reclutando nuovi compagni di squadra e avanzando nella storia attraverso sfide di calcio e partite vere e proprie. Come nei giochi precedenti della serie i giocatori sono in grado di effettuare Tecniche Micidiali (必殺技 Hissatsu Waza). La novità di Inazuma Eleven GO sono gli Spiriti Guerrieri, entità mitologiche che alcuni giocatori possono evocare durante una partita o una sfida di calcio. Lo Spirito Guerriero conferisce un vantaggio offensivo o difensivo a chi lo ha evocato.

## Trama
Le vicende si svolgono 10 anni dopo il FFI. A causa della vincita della Inazuma Japan il calcio si è diffuso enormemente ed è diventato un metro di valutazione delle scuole: quelle senza abilità calcistiche vengono chiuse. Per riequilibrare la situazione viene fondata un'organizzazione, il Quinto Settore, con lo scopo di regolare il calcio (il nome è un omaggio alla Level-5, la casa produttrice del gioco).
Il Quinto Settore decide segretamente i risultati delle partite, di modo da distribuire equamente fra tutti la vittoria e parificare le scuole; è inoltre un'organizzazione potente, poiché ha al suo servizio una serie di giocatori detti Imperiali. Gli Imperiali sono i giocatori più forti del Paese e -fino a prova contraria- gli unici che riescono ad evocare gli Spiriti Guerrieri.
Tuttavia determinando i risultati delle partite si genera malcontento, in quanto si riducono i giocatori a meri attori di teatro. Il protagonista del videogioco è Arion Sherwind, appena arrivato alla Raimon junior high, che quando scopre questo sistema convince i suoi compagni dando vita ad una vera e propria "rivoluzione" con l'obiettivo di contrastare il potere del Quinto Settore. Ricompariranno inoltre i personaggi di Inazuma Eleven 1, 2 e 3 per aiutare oppure contrastare la Raimon nel suo tentativo di proteggere il vero calcio.

## Differenze
Le differenze fra le due versioni sono le seguenti:
- Vi sono copertine differenti;
- La sigla del gioco, che inizia tutte le volte che lo si accende, è diversa;
- Nella versione Luce alla fine del gioco si può sfidare la Luce Sfavillante capitanata da Bailong, mentre nella versione Ombra la squadra rivale è l'Ombra Ancestrale capitanata da Tezcat;
- In Luce si può sfidare la squadra Artiglio del Sud, in Ombra la Zanna del Nord;
- In Luce vi sono, durante la trama, alcune scene extra con Xavier Foster, in Ombra con Nathan Swift;
- I giocatori unici e speciali da reclutare sono Xavier Foster per Luce, Byron Love per Ombra (nonostante il diverso Xene sia reclutabile in entrambe le versioni, così come l'allenatore Aphrodite adulto);
- Le supertecniche speciali peculiari sono Uragano Bianco per Luce, Cenere Nera per Ombra (questa non è una vera e propria differenza perché è possibile ottenerle anche nelle versioni opposte);
- La moglie di Mark in Luce è Nelly Raimon, in Ombra Camellia Travis;
- Gli Spiriti Guerrieri esclusivi delle versioni sono Capo Supremo della Guerra Pendragon e Giudice Grande Inquisitore per Luce, Demogorgone Duca della Distruzione e Tenebro Cecchino delle Ombre per Ombra;
- Vi sono alcune differenze nelle amichevoli, in quanto l'ordine delle squadre varia a seconda della versione. Tuttavia, dopo il Segreto, è possibile sfidare tutte le squadre.

Complessivamente, comunque, rispetto alla trama totale le differenze sono veramente una minoranza, anche perché con il segreto possono essere eliminate.

## Segreto
È possibile collegare le due versioni di gioco, in maniera normale oppure tramite una procedura detta Segreto. Per fare ciò bisogna prima avere sbloccato il Giardino Imperiale e battuto la Luce Sfavillante o l'Ombra Ancestrale. Tuttavia a questo punto si potranno visitare solamente il porto, il campo all'aperto e un sentiero; infatti addentrandosi nel giardino verso la Torre Celeste si verrà fermati. Per poter proseguire è necessario salvare, tornare al menu principale e scegliere la voce "collegamento"; ora in basso sarà apparso un pulsantone rosso con la scritta "segreto" (che prima non c'era). Avendo di fianco un amico con la versione opposta che stia tentando di collegarsi sarà possibile sbloccare ulteriori contenuti (si ricorda che il segreto può avvenire solo con la connessione diretta fra due Nintendo DS con due cartucce opposte e NON via internet). In particolare:
- Si potrà accedere alla Torre Celeste con lo Stadio Giardino Imperiale;
- Si potrà sfidare il Team Zero, fusione della Luce Sfavillante e dell'Ombra Ancestrale;
- Si potranno reclutare i giocatori delle squadre del Giardino Imperiale (anche quelli incontrati prima del Segreto come Luce Sfavillante e Ombra Ancestrale, che fino a questo punto non potevano venir reclutati);
- Si sbloccheranno nuove amichevoli ovvero il torneo di Darren e quello del vecchio saggio alla torre di Inazuma e a Riverside (secondo torneo, dopo Veteran), nonché ulteriori amichevoli dei tornei già attivi prima del Segreto;
- Dopo aver battuto la Zero, sarà possibile sfidare l'Artiglio del Sud nello Stadio Deserto in Luce o la Zanna del Nord nello Stadio Iceberg in Ombra. Connettendo nuovamente le due versioni si potrà sfidare la squadra fusione, i Demoni. L'Artiglio del Sud è formato da giocatori che vogliono battere il Quinto Settore per i danni provocati nel loro deserto, gli altri invece vogliono diventare Imperiali.

In mancanza del Segreto è comunque possibile ottenere Uragano Bianco in Ombra e Cenere Nera in Luce, si vedano le omonime pagine. Si possono inoltre SOLO sfidare (NON reclutare) i membri della Zero (squadra "Gli Spirituali" del torneo di Faythe).

## Anime e film
Le vicende del giardino imperiale nell'anime non vengono collocate alla fine della storia bensì nel film Gekijōban Inazuma Eleven GO - Kyūkyoku no kizuna Gryphon, che si svolge dopo la partita contro la Kirkwood. Il film utilizza una versione intermedia fra Luce ed Ombra, in quanto la Inazuma sfida entrambe le squadre. Per quanto riguarda la moglie di Mark è Nelly come in Luce.

## Curiosità
- Inazuma Eleven GO rispecchia Inazuma Eleven. Come nel primo Inazuma Eleven la Raimon partecipava al Football Frontier, in Inazuma Eleven GO si partecipa allo stesso torneo (che però nel frattempo ha mutato nome in Cammino Imperiale).